# Индийски пейл ейл
Индийски пейл ейл (на английски: India pale ale, съкр. IPA), известен и като Индийски светъл ейл е вид бира, разновидност на стила пейл ейл, със средно златист до медено-червен цвят, и с алкохолно съдържание от 5 до над 10 об.%

## История
За първи път терминът „индийски пейл ейл“ се използва в реклама в австралийския вестник „The Sydney Gazette and New South Wales Advertiser“ от 27 август 1829 г.Ейлът започва да се категоризира като „светла бира, приготвена за Индия“, „индийски ейл“, „светла индийска бира“ или „светъл експортен индийски ейл“. Бирата е предназначена за английските колониални войски в Индия. Това е по-силна бира, с по-високо алкохолно съдържание и повече хмел, която е сварена така, че да може да запази своите качества по време на дългия път от Англия до Индия. Резките промени в температурата и морското вълнение по време на пътуването правели бирата силно ферментирала при пристигането ѝ в Индия.
Един от първите пивовари, чиито бири са били изнесени в Индия, е Джордж Ходжсън от пивоварната „Bow Brewery“. Пивоварната става популярна сред търговците на Източно-индийската компания в края на 18 век, предвид либералните кредитни условия на Ходсън, който продавал бирата с възможност за плащане до 18 месеца. В началото на ХІХ век „Bow Brewery“ преминава в ръцете на синовете на Ходжсън и губи позиции в търговията с Индия. По същото време няколко пивоварни от Бъртън ъпон Трент губят пазарите си в Русия заради въвеждане на нови тарифи за продажба на бира, и започват да търсят нови пазари за износ за своята продукция. Бъртънската пивоварна „Samuel Allsopp & Sons“ започва да произвежда силен пейл ейл в стила на Ходсън, и започва износ в Индия. Други пивоварнии от Бъртън ъпон Трент – „Bass Brewery“ и „Salt's Brewery“ бързо последват примера на „Allsopp & Sons“. Поради предимствата на специфичната бъртънска вода, произвежданите в града индийски пейл ейлове стават предпочитани от търговците и техните клиенти в Индия.
Новият експортен стил бира, който се създава окончателно около 1840 г. в Англия, става известен като „Индийски пейл ейл“, постепенно става популярен и в самата Англия, а оттам стилът се пренася и отвъд Океана и се налага от множество американски, австралийски и канадски пивовари.

## Видове
Индийският пейл ейл се произвежда в следните разновидности:
- Английски индийски пейл ейл (English India Pale Ale/English IPA).

Хмелен, умерено силен ейл, с по-слабо изразени хмелни характеристики и по-изразен малцов вкус, в сравнение с американските образци. Прави се от светъл малц, английски хмел и дрожди, в някои версии се използва рафинирана захар. Бъртъновските версии се правят с вода с високо съдържание на сулфати и ниска карбонатна твърдост. Цветът е в диапазона от златистокехлибарен до светломеден, като повечето английски IPA се отличават със светъл среднокехлибарен цвят с оранжеви оттенъци. Прозрачен ейл, като нефилтрираните и сухо охмелени версии могат да бъдат и леко мътни. Образува добра и устойчива пяна. Има умерен до умерено силен хмелен аромат с цветни, землисти или фруктови характеристики. Хмелният вкус е от среден до силен, с умерена до агресивна хмелна горчивина. Вкусът на малц е среден с хлебни, бисквитни и/или карамелени тонове. Алкохолно съдържание: 5 – 7,5 %.
Типични търговски марки са: Freeminer Trafalgar IPA, Hampshire Pride of Romsey IPA, Burton Bridge Empire IPA, Samuel Smith's India Ale, Fuller's IPA, King & Barnes IPA, Brooklyn East India Pale Ale, Shipyard Fuggles IPA, Goose Island IPA;
- Американски индийски пейл ейл (American India Pale Ale/American IPA).

Хмелен и горчив, умерено силен пейл ейл, американска версия на историческия английски тип. Прави се със светъл малц, американски хмел и дрожди, които могат да създадат чист или леко плодов профил. Цветът варира от средно златист до средно червено-меден меден, като някои версии могат да имат оранжев оттенък. Прозрачен ейл, като нефилтрираните и сухо охмелени версии могат да бъдат и леко мътни. Образува добра и устойчива пяна. Отличава се с интензивен хмелен аромат с цитрусови, цветни, парфюмни, смолисти, борови и/или плодови нотки, дължащи се на американския хмел. Някои версии, които са сухо охмелени, могат да имат и допълнителен тревист аромат. Във вкуса преобладава хмел с цитрусови, цветни, смолисти, борови или плодови характеристики. Хмелната горчивина е средна до много висока, като малцовата основа поддържа хмелните характеристики. Малцовият вкус е от слаб до силен, и по правило чист с малцова сладост и леки карамелени и печени нюанси. Алкохолно съдържание: 5,5 – 7,5 %.
Типични търговски марки са: Stone IPA, Victory Hop Devil, Anderson Valley Hop Ottin', Anchor Liberty Ale, Sierra Nevada Celebration Ale, Three Floyds Alpha King, Harpoon IPA, Bell's Two-Hearted Ale, Avery IPA, Founder's Centennial IPA, Mendocino White Hawk Select IPA;
- Имперски индийски пейл ейл (Imperial India Pale Ale/Imperial IPA).

Интензивно охмелен, силен пейл ейл; съвременно американско нововъведение, отразяващо тенденцията на американските минипивоварни да задоволят търсенето на ейлове с повишено съдържание на хмел. Тази категория обхваща и историческите и съвременни американски сток ейлове, които са по-силни, силно охмелени ейлове, без малцовата интезивност на ейловете в стил „барлиуайн“. Определението „имперски“ е условно и предполага по-силна версия на IPA; освен него се използват и вариантите „двоен“ (double), „екстра“ (extra), „екстрим“ (extreme) или други, които са еднакво правомерни. В производството се използват светъл ейл, английски, американски и благородни хмелни сортове и американски дрожди. Цветът варира от средно златист до средно червено-меден, като някои версии могат да имат оранжев оттенък. Прозрачен ейл, като нефилтрираните и сухо охмелени версии могат да бъдат и леко мътни. Образува добра и устойчива пяна. Интензивен хмелен аромат, с цитрусови характеристики. Повечето версии са сухо охмелени и могат да имат допълнителен смолист или травист аромат. Вкусът на хмел е силен и сложен; хмелната горчивина е много силна. Малцовият вкус е от слаб до силен, и по правило чист с малцова сладост и леки карамелени и печени нюанси. Алкохолно съдържание: 7,5 – 10 % +.
Типични търговски марки са: Dogfish Head 90-minute IPA, Rogue I 2 PA, Stone Ruination IPA, Three Floyd's Dreadnaught, Russian River Pliny the Elder, Moylan's Moylander Double IPA, Stone Arrogant Bastard и Mendocino Eye of the Hawk;